# أوريكتودروميوس
الأوريكتودروميوس (الاسم العلمي: Oryctodromeus) (تعني «العداء الحفار»)، وهي جنس من ديناصور الباركسوصوريدات [الإنجليزية] الصغيرة. عرفت أحافيره خلال منتصف العصر الطباشيري في تشكيل بلاكلايف جنوب غرب مونتانا وتشكيل وايان في جنوب شرق أيداهو من الولايات المتحدة، وكلاهما من مرحلة السينوماني، منذ حوالي 95 مليون سنة. وهي أحد أعضاء فصيلة الباركسوصوريدات الصغيرة العاشبة والعداءة السريعة، والأوريكتودروميوس هو أول الديناصورات التي نُشرت يُظهر دليلًا على سلوك الحفر.